# 曺国鉉
曺 国鉉（チョ・グッキョン、朝鮮語: 조국현/曺國鉉、1896年6月11日 - 1969年6月29日）は、日本統治時代の朝鮮および大韓民国の独立運動家、ジャーナリスト、政治家。制憲韓国国会議員、第5代国会参議員。
政治家で法曹の曺在千は親戚。

## 経歴
全羅南道和順郡和順邑甘道里出身。本貫は昌寧曺氏。漢文修学を経て中東学校中等科3年修了。三・一運動参加後、1921年に金允植の社会葬反対演説や朝鮮自治運動者を非難したことで検挙された。東亜日報雑誌『開闢』記者、ソウル儒教青年会会長、全国儒林連合会青年部長、和順儒教青年会会長、朝鮮儒道会総本部副委員長、全国青年大会・全国労農大会評議員を歴任した。光復後は和順建準委員会会長、湖南大成会初代委員長、非常国民議会代議員、全国郷校財産回収実行委員会副委員長、大韓独立促成国民会全南支部宣伝部長、時局対策委員会総務、大同青年団全南支部後援会理事、民族青年団和順郡団部顧問、民主国民党創党委員、反託特委・反民特委調査委員、民主党中央委員を務めた。朝鮮戦争中の釜山避難当時は国際クラブ事件に関わり、護憲救国宣言に参加した66人中の1人であった。
1969年6月28日夜、親戚の曺在千を見舞った帰り道にソウル特別市麻浦区の第二漢江橋の車道を渡ったさい、オート三輪にはねられ死去。73歳没。